# NSフィナンシャルマネジメントコンサルティング
NSフィナンシャルマネジメントコンサルティング株式会社（エヌエス フィナンシャルマネジメントコンサルティング、英語社名 NSFMC Corporation）は、日鉄ソリューションズグループのコンサルティング会社。

## 概要
日鉄ソリューションズの100％子会社で、金融機関向けに経営管理、内部統制、内部監査などに関するコンサルティングを行う。

## 沿革
- 2007年（平成19年）4月25日 - 会社設立。
- 2007年（平成19年）8月9日 - 営業開始。